# باستو (دي جي)
جيف مارتينز (Her Martens) و يعرف أكثر باسمه المستعار باستو (Basto). هو دي جي و منتج أسطوانات و موسيقي بلجيكي من مواليد 8 يناير 1985.

## روابط خارجية
- باستو على موقع ميوزك برينز (الإنجليزية)
- باستو على موقع ميوزك برينز (الإنجليزية)
- باستو على موقع أول ميوزيك (الإنجليزية)
- باستو على موقع ديسكوغز (الإنجليزية)
- باستو على موقع ديسكوغز (الإنجليزية)